# Ōta
Ōta (大田区, Ōta-ku) és un municipi i districte especial de Tòquio, a la regió de Kantō, Japó. Degut a la seua condició de municipi, Ōta també és conegut en anglés i oficialment pel govern local com a "ciutat d'Ōta" (Ōta City). És el districte especial més extens de tot Tòquio.

## Geografia

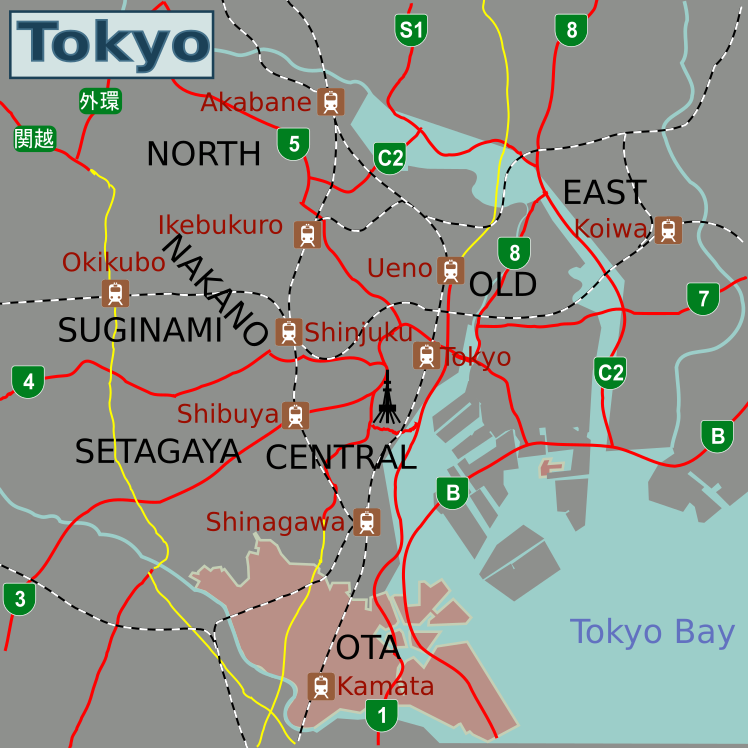
Mapa d'Ōta

El districte d'Ōta és el més meridional dels 23 districtes especials de Tòquio, vorejant els districtes de Shinagawa, Meguro, i Setagaya pel nord, i Kōtō per l'est. Creuant el riu Tama en la prefectura de Kanagawa està la ciutat de Kawasaki, que conforma les fronteres sud i est. A l'est, també fa costa amb la badia de Tòquio. Ōta és el districte especial de Tòquio amb més superficie.

### Barris
Els barris d'Ōta són els següents:
- Ikegami (池上)
- Ishikawa-chō (石川町)
- Unoki (鵜の木)
- Ōmori-naka (大森中)
- Ōmori-honchō (大森本町)
- Ōmori-higashi (大森東)
- Ōmori-nishi (大森西)
- Ōmori-minami (大森南)
- Ōmori-kita (大森北)
- Kamata (蒲田)
- Kamata-honchō (蒲田本町)
- Kami-Ikedai (上池台)
- Kita-Kōjiya (北糀谷)
- Kita-Senzoku (北千束)
- Kita-Magome (北馬込)
- Kita-Minemachi (北嶺町)
- Kugahara (久が原)
- Keihinjima (京浜島)
- Sannō (山王)
- Shimo-Maruko (下丸子)
- Jōnanjima (城南島)
- Shōwajima (昭和島)
- Shin-Kamata (新蒲田)
- Tamagawa (多摩川)
- Chidori (千鳥)
- Chūō (中央)
- Den'en-Chōfu (田園調布)
- Den'en-Chōfu-honchō (田園調布本町)
- Den'en-Chōfu-Minami (田園調布南)
- Tōkai (東海)
- Naka-Ikegami (仲池上)
- Naka-Magome (中馬込)
- Naka-Rokugō (仲六郷)
- Nishi-Kamata (西蒲田)
- Nishi-Kōjiya (西糀谷)
- Nishi-Magome (西馬込)
- Nishi-Minemachi (西嶺町)
- Nishi-Rokugō (西六郷)
- Haginaka (萩中)
- Haneda (羽田)
- Haneda-Asahi chō (羽田旭町)
- Haneda-kūkō (羽田空港)
- Higashi-Kamata (東蒲田)
- Higashi-Kōjiya (東糀谷)
- Higashi-Magome (東馬込)
- Higashi-Minemachi (東嶺町)
- Higashi-Yaguchi (東矢口)
- Higashi-Yukigaya (東雪谷)
- Higashi-Rokugō (東六郷)
- Furusatonohamabekōen (ふるさとの浜辺公園)
- Heiwajima (平和島)
- Heiwanomorikōen (平和の森公園)
- Hon-Haneda (本羽田)
- Minami-Kamata (南蒲田)
- Minami-Kugahara (南久が原)
- Minami-Senzoku (南千束)
- Minami-Magome (南馬込)
- Minami-Yukigaya (南雪谷)
- Minami-Rokugō (南六郷)
- Yaguchi (矢口)
- Yukigaya-Ōtsuka machi (雪谷大塚町)

## Història

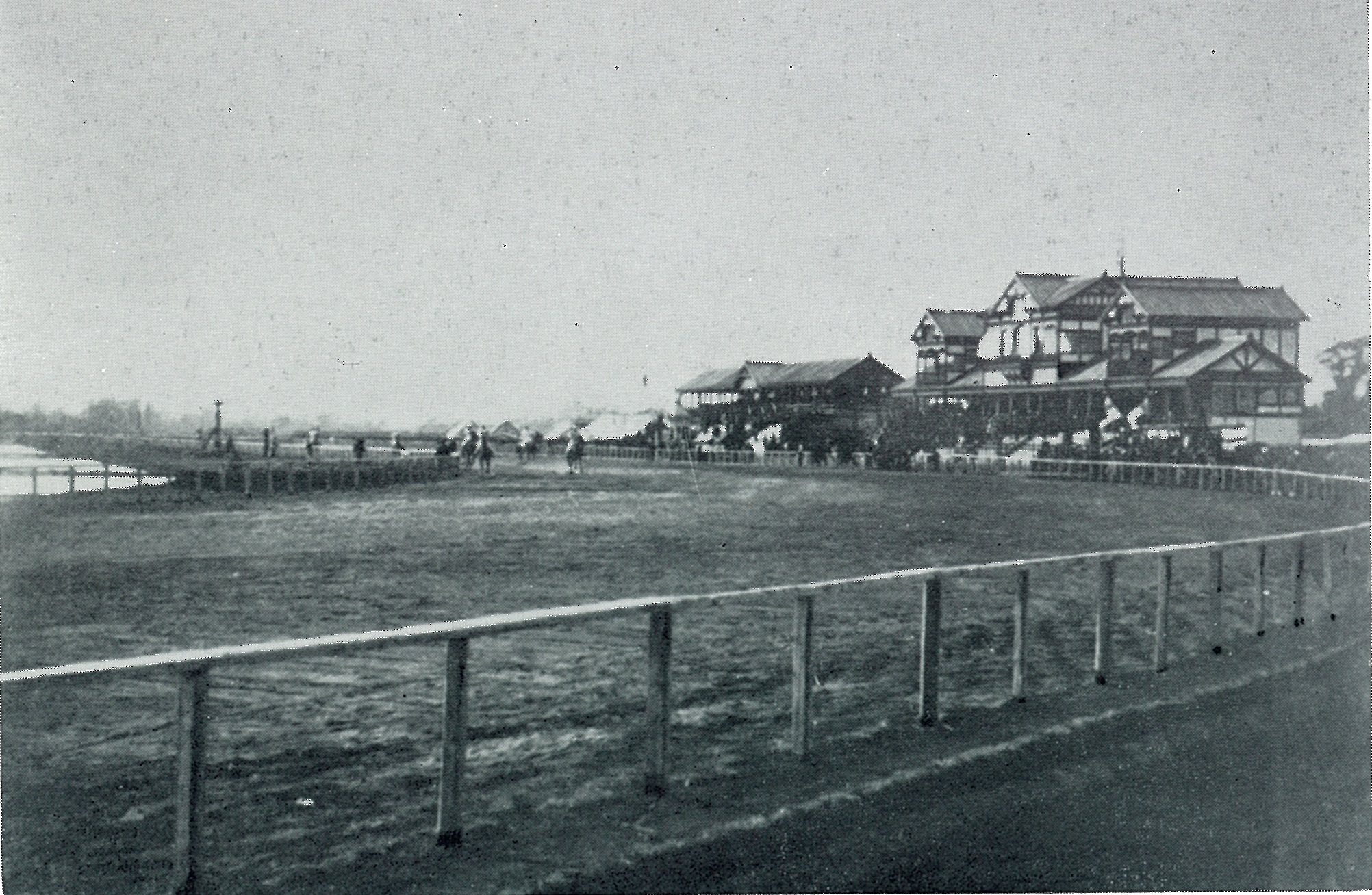
Hipòdrom d'Ikegami (1907)

El districte especial d'Ōta va ser fundat el 15 de març de 1947 amb la unió dels antics districtes d'Ōmori i Kamata. L'aeroport de Haneda (HND), el major aeroport domèstic de la zona del Gran Tòquio, va ser inaugurat l'any 1931 com l'aeròdrom de Haneda, al poble de Haneda del districte d'Ebara, de la prefectura de Tòquio. El 1945 va passar a anomenar-se Haneda Army Base (Base Haneda de l'Exèrcit), sota el control de l'exèrcit dels Estats Units. En el mateix any l'ocupació va ordenar una expansió de l'aeroport, desallotjant a persones dels voltants en 48 hores. Amb la fi de l'ocupació, els nord-americans van retornar part del control als japonesos el 1952, completant-se la devolució total el 1958. Avui l'aeroport de Haneda és el més gran aeroport internacional de Tòquio.

## Administració

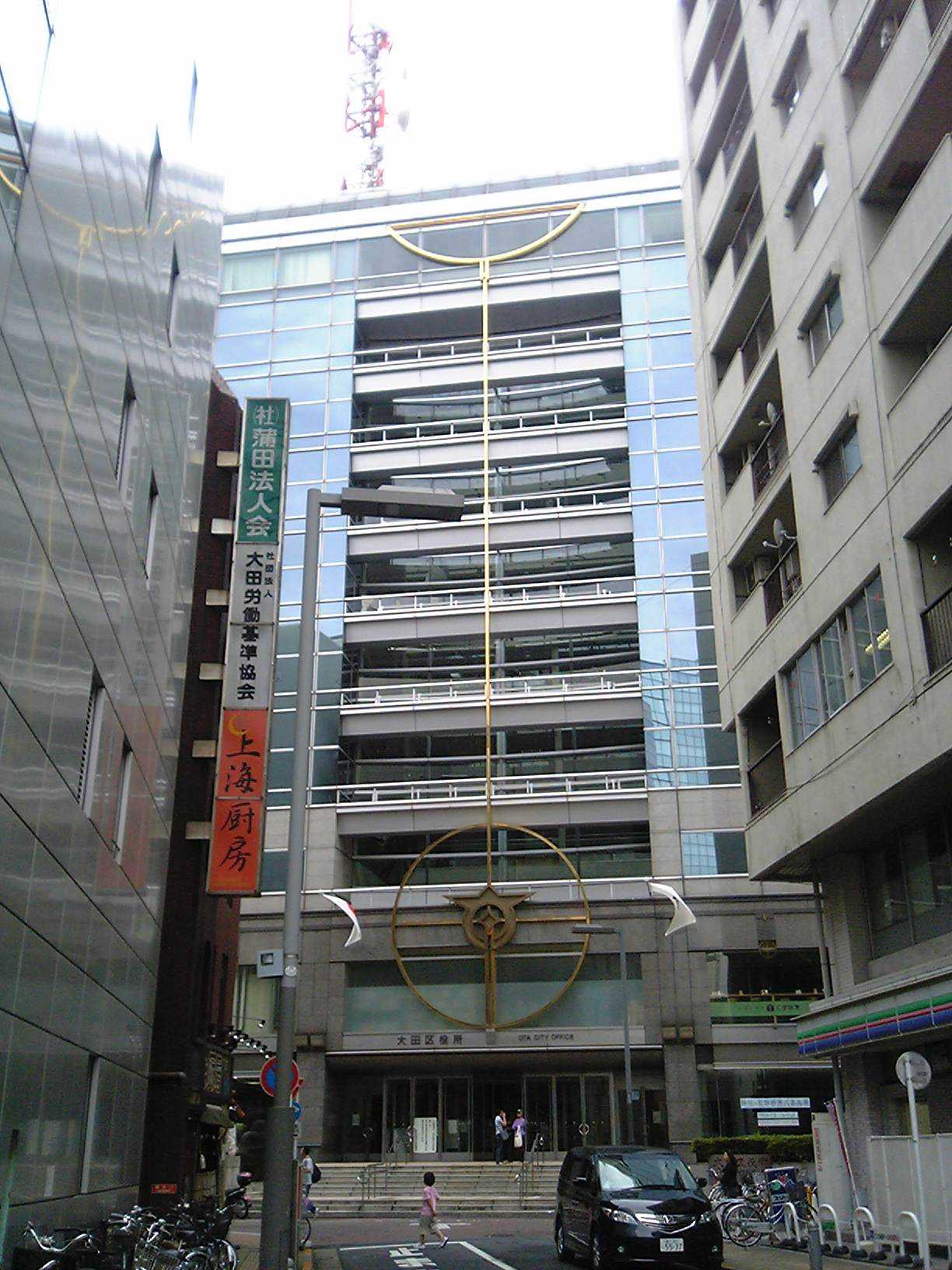
Ajuntament d'Ōta

### Alcaldes
La relació d'alcaldes d'Ōta és la següent:
- Toranosuke Onuma (1947-1948)
- Asayoshi Shirota (1948-1958)
- Gihachirō Hashizume (1958-1972)
- Kōichi Amano (1973-1986)
- Yoshio Nishino (1987-2007)
- Tadayoshi Matsubara (2007-present)

### Assemblea
| Assemblea d'Ōta (2019-2023) | Assemblea d'Ōta (2019-2023)         | Assemblea d'Ōta (2019-2023) | Assemblea d'Ōta (2019-2023) |
| P: Takayuki Suzuki (PLD)    | P: Takayuki Suzuki (PLD)            | V: Yumi Okamoto (KM)        | V: Yumi Okamoto (KM)        |
| Grups polítics              | Grups polítics                      | Grups polítics              | Regidors                    |
| --------------------------- | ----------------------------------- | --------------------------- | --------------------------- |
|                             | Partit Liberal Democràtic           | PLD                         | 15 / 50                     |
|                             | Kōmeitō                             | KMT                         | 10 / 50                     |
|                             | Partit Comunista del Japó           | PCJ                         | 8 / 50                      |
|                             | Ishin no Kai (1) - Independents (5) | Ishin                       | 6 / 50                      |
|                             | Partit Democràtic Constitucional    | PDC                         | 3 / 50                      |
|                             | Independents                        | Ind                         | 3 / 50                      |
|                             | Escons vacants                      |                             | 5 / 50                      |

## Demografia
| 1920    | 1930    | 1940    | 1950    | 1960    | 1970    | 1980    |
| ------- | ------- | ------- | ------- | ------- | ------- | ------- |
| 78.522  | 245.457 | 531.784 | 400.327 | 706.219 | 734.990 | 661.147 |
| 1990    | 2000    | 2010    | 2020    | 2030    | 2040    | 2050    |
| 647.914 | 650.331 | 693.426 | 737.187 | -       | -       | -       |

## Transport

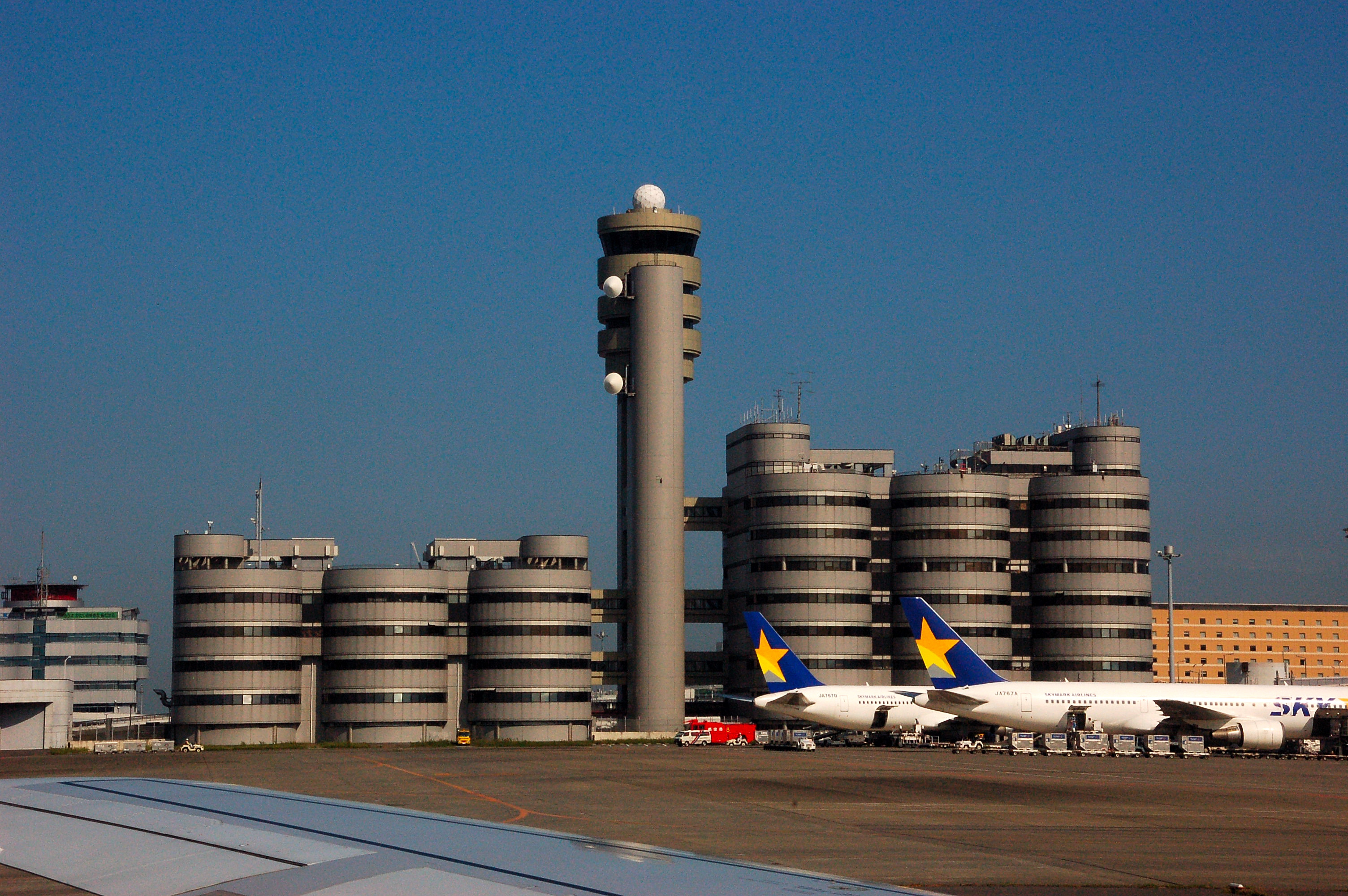
Aeroport de Haneda

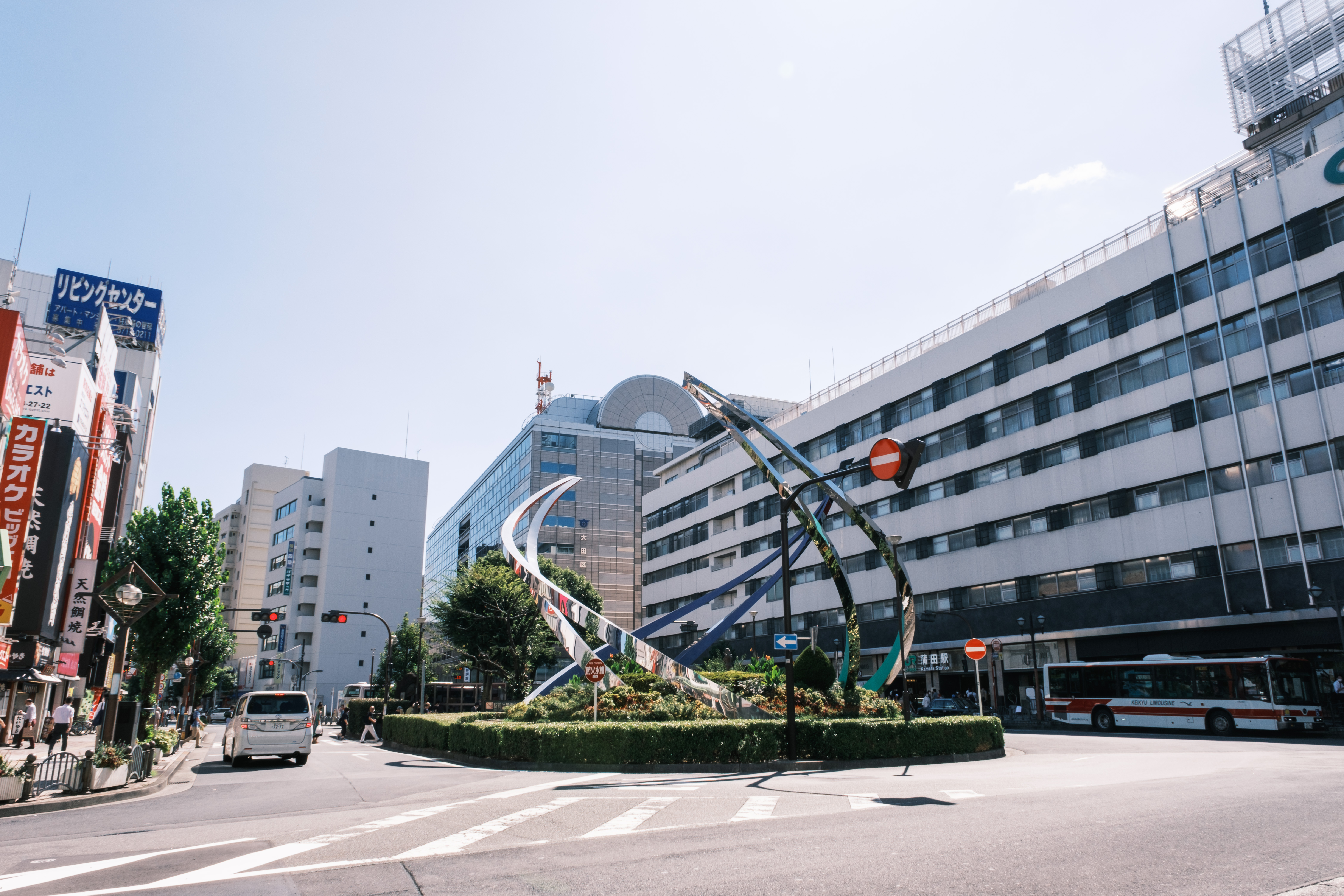
Estació de Kamata

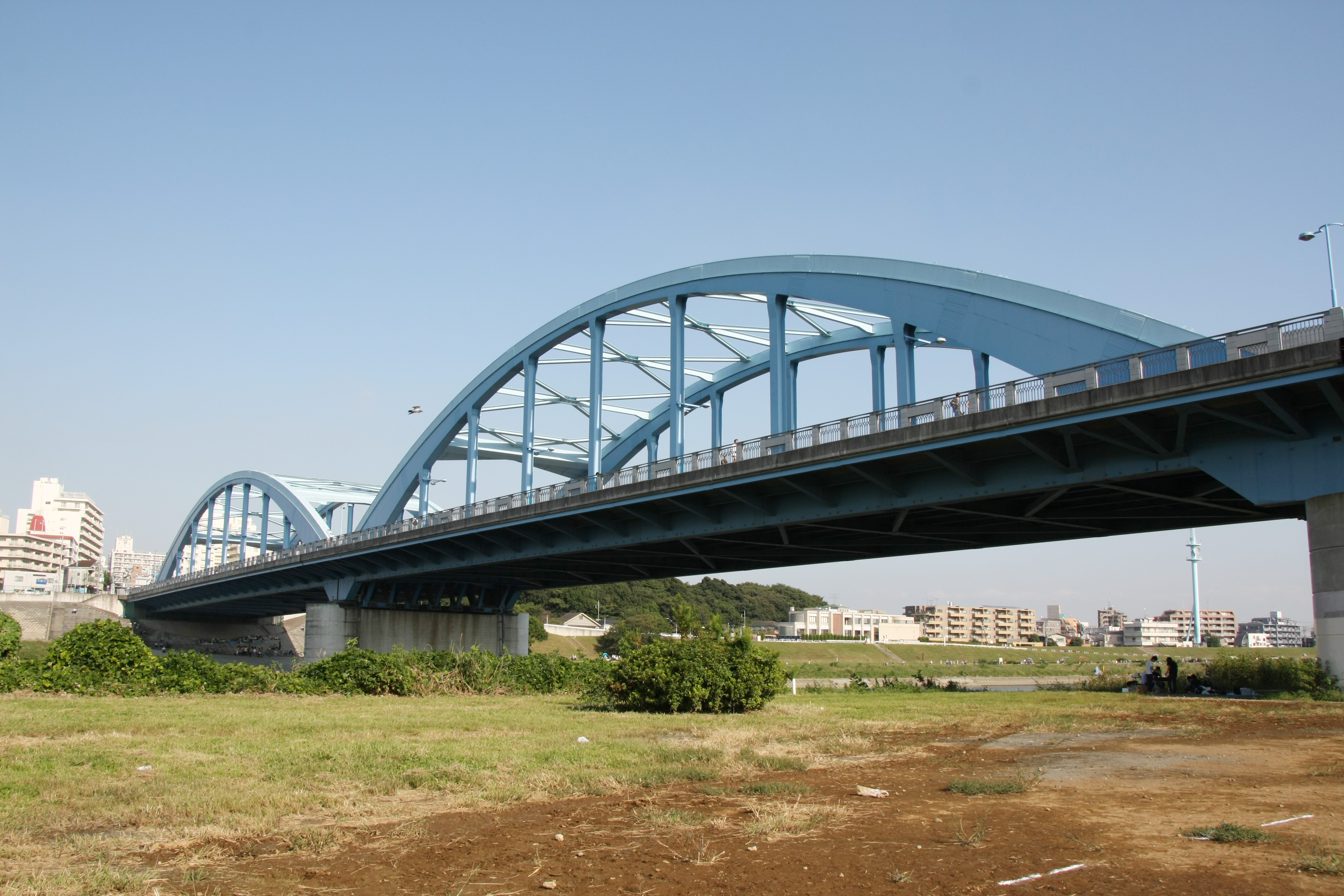
Pont de Maruko, entrada a Kanagawa

### Aèri
- Aeroport Internacional de Tòquio (Haneda)

### Ferrocarril
- Companyia de Ferrocarrils del Japó Oriental (JR East)
  - Ōmori - Kamata
- Ferrocarril Elèctric Exprés de Tòquio-Yokohama (Keikyū)
  - Heiwajima - Ōmorimachi - Umeyashiki - Keikyū-Kamata - Zōshiki - Rokugōdote - Kōjiya - Ōtorii - Anamori-Inari - Tenkūbashi - Haneda-Terminal 3 - Haneda-Terminal 1·2
- Ferrocarril Elèctric Exprés de Tòquio (Tōkyū)
  - Kamata - Yaguchinowatashi - Musashi-Nitta - Shimo-Maruko - Unoki - Numabe - Tamagawa - Nagahara - Senzoku-Ike - Ishikawadai - Yukigaya-Ōtsuka - Ontakesan - Kugahara - Chidorichō - Ikegami - Hasunuma - Kita-Senzoku - Ōokayama - Den'en-Chōfu
- Monocarril de Tòquio
  - Ryūtsū Center - Shōwajima - Seibijō - Tenkūbashi - Haneda-Terminal 3 - Shin-Seibijō - Haneda-Terminal 1 - Haneda-Terminal 2
- Metro Públic de Tòquio (TOEI)
  - Nishi-Magome - Magome

### Carretera
- N-1 - N-15 - N-131 - N-357
- Autopista Metropolitana de Tòquio (Shuto)
- TK/KN-2 - TK/KN-6 - TK-11 - TK/KN-111 - TK-311 - TK-316 - TK-318 - TK-421 - TK-426

## Agermanaments
- Misato, prefectura d'Akita, Japó. (1989)
- Salem, Massachusetts, EUA. (18 de novembre de 1991)
- Tōmi, prefectura de Nagano, Japó. (1992)
- Chaoyang, Pequín, RPX. (21 de setembre de 1998)
- Higashi-Matsushima, prefectura de Miyagi, Japó. (2016)